# Danis albostrigata
Danis albostrigata är en fjärilsart som beskrevs av George Thomas Bethune-Baker 1908. Danis albostrigata ingår i släktet Danis och familjen juvelvingar. Inga underarter finns listade i Catalogue of Life.